# Chexbres
Chexbres ([ʃɛbʁ], toponimo francese) è un comune svizzero di 2 253 abitanti del Canton Vaud, nel distretto di Lavaux-Oron.

## Storia
Chexbres divenne comune autonomo nel 1808 per scorporo da quello di Saint-Saphorin.

## Monumenti e luoghi d'interesse

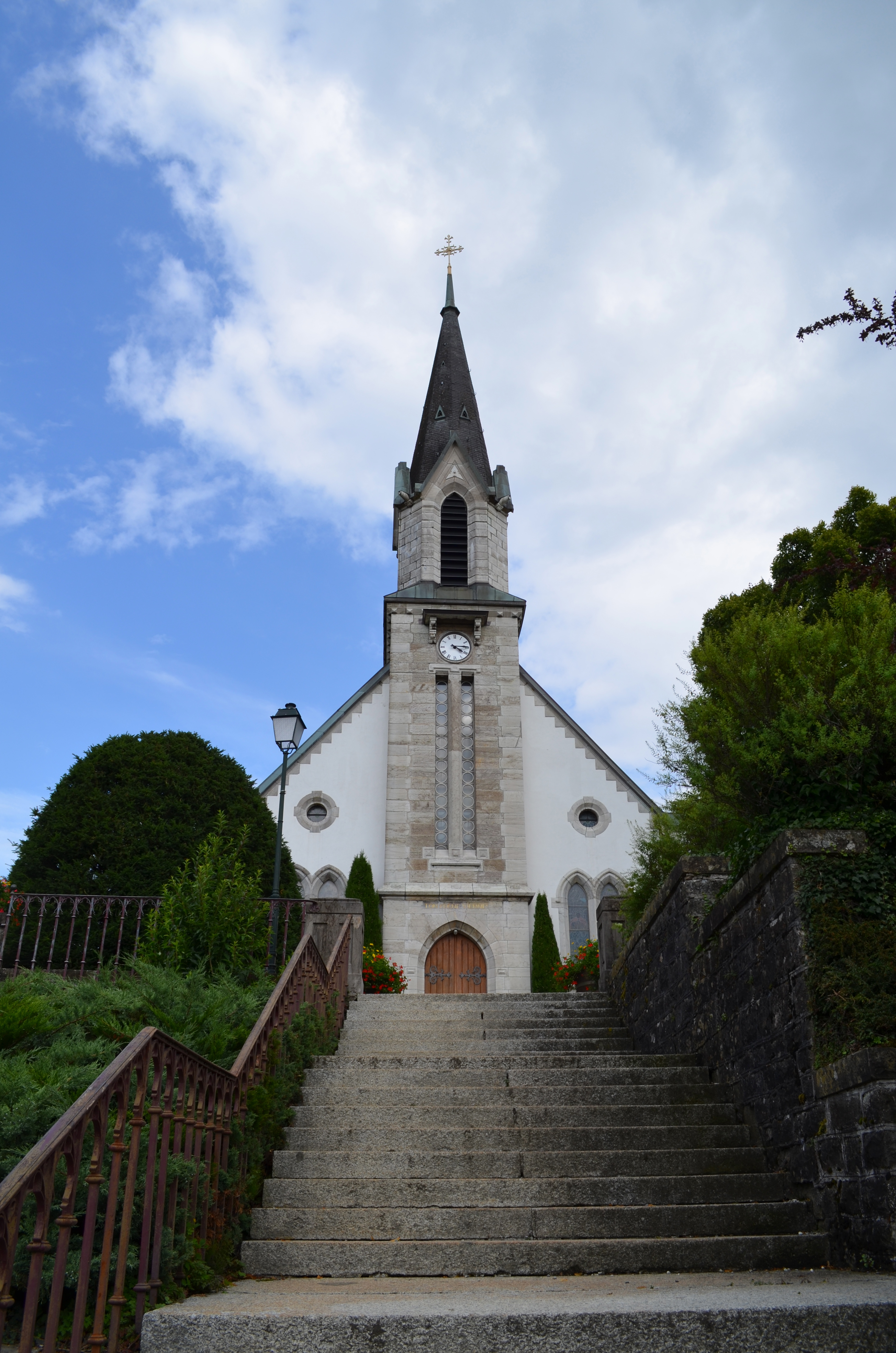
La chiesa riformata

- Chiesa riformata, eretta nel 1726 e ricostruita nel 1888[1].

## Società

### Evoluzione demografica
L'evoluzione demografica è riportata nella seguente tabella:
Abitanti censiti

## Infrastrutture e trasporti

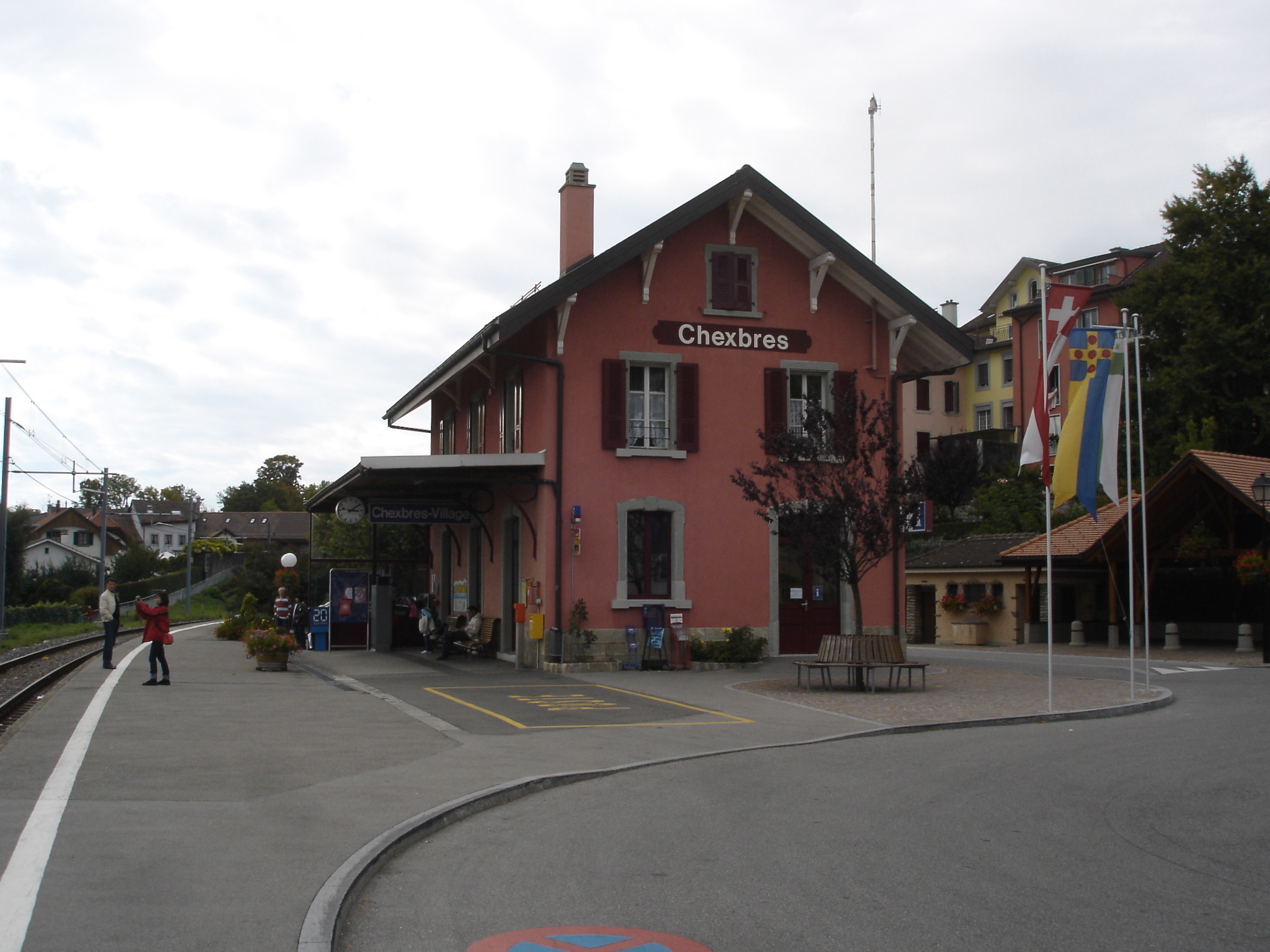
La stazione di Chexbres

Chexbres è servito dall'omonima stazione sulla ferrovia Losanna-Berna, capolinea della ferrovia Vevey-Chexbres (linea S7 della rete celere del Vaud).

## Amministrazione
Ogni famiglia originaria del luogo fa parte del cosiddetto comune patriziale e ha la responsabilità della manutenzione di ogni bene ricadente all'interno dei confini del comune.